# Nanotråd
Nanotrådar är nanostrukturer som har en diameter i storleksordningen en nanometer (10−9 meter). Nanotrådar kan även definieras som en struktur som har diameter i tiotal nanometer och kan också ha mindre diameter. Många olika typer av nanotrådar finns, däribland supraledande, metalliska, som nickel, platina och guld, halvledande, och isolerande. Molekylära nanotrådar består av upprepande molekylära enheter antingen organiskt, som DNA, eller oorganiskt.

## Ett urval av metoder för att skapa nanotrådar

### Epitaxi
Epitaxi är en av ”bottom up”-metoderna, vilket innebär att nanostrukturen skapas atomlager för atomlager. Epitaxiell produktion används ofta för produktion av (halvledar)material då den ger stor möjlighet att kontrollera kristallstrukturen och den kemiska sammansättningen vilket gör att man får bra kontroll över halvledarens egenskaper. Detta är av stor betydelse för halvledarkomponenter.

### Aerotaxi
Aerotaxi är en ny metod för att växa nanotråd utvecklad i Lund som inte kräver substrat. Metoden fungerar genom en kombination av aerosol och nanoteknikvetenskap. Aerotaxi skapar en aerosol av katalytiska fröpartiklar, som vanligtvis är guld. Efter det tillförs prekursormolekyler och nanotrådarna växer i en rörugn. Aerotaxi producerar nanotrådar 100-1000 gånger snabbare än substratbaserade metoder  vilket har gjort att aerotaxi har fått uppmärksamhet av företag som t.ex. Sol Voltaics. Upphovsmännen bakom aerotaxi inkluderar bland annat Knut Deppert.